# Władimir Władisławski
Władimir Aleksandrowicz Władisławski (ros. Влади́мир Алекса́ндрович Владисла́вский; ur. 1 czerwca?/13 czerwca 1891, zm. 5 października 1970) – radziecki aktor filmowy, teatralny i głosowy. Zasłużony Artysta RFSRR. Pochowany na Cmentarzu Nowodziewiczym w Moskwie.

## Wybrana filmografia

### Filmy fabularne
- 1937: Lenin w Październiku jako Karnauchow
- 1944: Numer 217 jako Johan Krauss
- 1946: Admirał Nachimow jako kapitan Ławrow
- 1958: Narzeczony z tamtego świata jako psychiatra

### Filmy animowane
- 1950: Żółty bocian jako Mandaryn
- 1962: Kwitnący sad jako Mędrzec